# Ljudmila Ivanovna Ainana
Ljudmila Ivanovna Ainana (rusky Людмила Ивановна Айнана; 28. prosince 1934, Staré Čaplino – 2. července 2021) byla ruská eskymoložka, filoložka a vůdkyně sibiřských Eskymáků. Zasloužila se o zachování jazyka a tradic Yupiků na Čukotce. V roce 1990 založila Eskymáckou společnost Yupik, která zastupuje zájmy Eskymáků na Čukotce, a stala se její první předsedkyní.

## Životopis

### Mládí a studia
Ludmila Ainana se narodila v roce 1934 na jihovýchodě Čukotského poloostrova jako páté dítě eskymáckého lovce Atata a jeho ženy Janny. Jméno Ainana, křestní jméno Ludmila a otcovské jméno Ivanovna dostala až později. Její otec v létě pracoval jako lodník. V roce 1942 se rodina přestěhovala do eskymácké vesnice Ungasik (rusky Staré Čaplino), kde Ludmila navštěvovala základní školu. V roce 1946 byla poslána do internátní školy v Provideniji, kde jako první eskymácká dívka získala středoškolské vzdělání, v letech 1954 až 1959 pak studovala na filologické fakultě Institutu Alexandra Herzena v Leningradě. Vrátila se na Dálný východ, provdala se za Eskymáka Nikolaje Panaugeho († 1970), s nímž se znala od internátní školy, a stala se učitelkou ve vesnici Tanjurer v Anadyrském rajónu.

### Učitelka a aktivistka
V letech 1960 až 1963 učila Ainana ruský jazyk a literaturu na střední škole v Novém Čaplinu, poté byla až do roku 1978 učitelkou na střední škole v Provideniji. V roce 1974 vydala spolu s Werou Analkwasakovou učebnici yupického jazyka pro přípravné třídy na školách pro Eskymáky. Od roku 1978 pracovala ve Výzkumném ústavu národnostních škol Ministerstva školství RSFSR a napsala další učebnice pro výuku jupikštiny. Kromě toho přeložila do jupičtiny mimo jiné díla Puškina a Aksakova.
Politické uvolnění na konci 80. let vedlo k tomu, že skupina Eskymáků z Aljašky mohla v roce 1988 odcestovat na Čukotku. Na oplátku Ainana a její taneční skupina z Nového Čaplina vycestovala téhož roku na Aljašku. V roce 1989 se dostala do kontaktu s americkým vědcem Thomasem F. Albertem, který spolupracoval s organizací Wildlife Management of the North Slope Borough. Albert se zajímal o pozorování velryb grónských u pobřeží Čukotky. Ainana zorganizovala síť eskymáckých lovců a pravidelně pro Alberta shrnovala jejich pozorování. Program probíhal až do roku 1995.

### Po rozpadu SSSR
V srpnu 1990 se Ainana zasloužila o založení čukotské eskymácké společnosti Yupik. O dva roky později se Yupik připojil k Inuitské cirkumpolární radě (ICC), nadnárodní nevládní organizaci zastupující přibližně 150 000 Eskymáků ve Spojených státech, Kanadě, Grónsku a Rusku, a Ainana se stal členem jejího představenstva. Yupik byl v 90. letech 20. století řízen správní radou, do níž každá eskymácká komunita vyslala jednoho člena. V roce 2000 se společnost přejmenovala na Yupickou eskymáckou společnost Čukotky a Ainana se stala její jedinou předsedkyní.
V letech 1994 až 2000 byla koordinátorkou dlouhodobého rusko-amerického programu výzkumu domorodého lovu velryb na Čukotce. V roce 2000 se zúčastnila zasedání Mezinárodní komise pro regulaci velrybářství v Londýně.
Ainana, která na rozdíl od mnoha příslušníků svého národa dokonale ovládala jazyk yupiků, dlouhá léta vedla úsilí asijských Eskymáků o zachování jejich jazyka, kulturních tradic a životního prostředí. Mezi její publikace patří učebnice yupičtiny a články o mořských savcích Beringova průlivu. Ainana obdržela v Sovětském svazu několik státních vyznamenání, včetně jubilejní medaile na památku 100. narozenin Vladimíra Iljiče Lenina, v roce 1998 jí Inuitská cirkumpolární rada udělila své nejvyšší vyznamenání, Cenu Billa Edmundse.